# USS Delaware (BB-28)
La USS Delaware (BB-28) fu una corazzata dreadnought della Marina degli Stati Uniti d'America, prima nave dell'omonima classe. Fu impostata nei cantieri Newport News Shipbuilding  nel novembre 1907, varata nel gennaio 1909 e completata nell'aprile 1910. Fu la sesta nave ad essere chiamata Delaware, il primo stato dell'unione. Era armata con una batteria principale di dieci cannoni da 305 mm in cinque torrette binate sull'asse di simmetria che la rendevano la corazzata più potente del mondo al tempo della sua costruzione. Fu la prima corazzata della marina statunitense a poter viaggiare alla massima velocità per 24 ore senza subire guasti.
La Delaware servì nell'Atlantic Fleet durante tutta la sua carriera. Durante la prima guerra mondiale, mentre faceva parte della Nona Divisione Corazzate, fu mandata in Gran Bretagna per rinforzare la Grand Fleet britannica, all'interno della Sesta Squadra da Battaglia. Non vide mai l'azione durante la guerra dal momento che i Britannici e i Tedeschi avevano smesso di cercare il confronto diretto dopo la battaglia dello Jutland. Dopo la fine della guerra tornò ai compiti del tempo di pace come esercitazioni di flotta, crociere per ii cadetti e visita amichevoli in porti stranieri. Dopo il trattato navale di Washington la Delaware fu mantenuta in servizio fino all'entrata in servizio della USS Colorado nel 1924 e a quel punto fu poi demolita per gli scarti come prevedeva il trattato.